# جوليو فيتور سوزا فيريرا
جوليو فيتور سوزا فيريرا (بالبرتغالية: Julio Vitor Souza Ferreira‏) (مواليد 25 فبراير 2001 في ساو برناردو دو كامبو، البرازيل) لاعبو كرة قدم برازيلي يجيد اللعب في المركز الجناح الأيسر وبدرجة أقل المهاجم. يلعب حاليا لصالح الأهلي البحريني منذ 2024.